# Netelringpoot
De netelringpoot of brandnetelwants (Heterogaster urticae) is een wants uit de familie van de bodemwantsen (Lygaeidae).

## Uiterlijk
De wants heeft een zwarte kop, halsschild en schildje (scutellum), Het connexivum (aan de zijkant zichtbare deel achterlijf) is zwart-wit geblokt. De kop en halsschild zijn bedekt met recht opstaande haren. De poten hebben donkere en lichte ringen. De wantsen zijn 5,8-7,3 millimeter in lengte.

## Verspreiding en habitat
De netelringpoot komt voor in het Palearctisch gebied, van West-Europa tot in Centraal-Azië en Japan. In het noorden is hij zeldzamer. Hij kan voorkomen op plaatsen waar brandnetels groeien. In de noordelijke gebieden heeft hij een voorkeur voor zonnige plaatsen.

## Leefwijze
De wants is fytofaag en leeft van de zaden van brandnetels (Urtica). Omdat ze nogal mobiel zijn, kunnen imago's ook op andere planten gevonden worden. De imago's overwinteren. De eitjes worden gelegd in clusters van twintig tot dertig stuks op brandnetels. De imago’s van de nieuwe generatie verschijnen dan in eind juli, augustus.

## Link
- Natur-in-nrw.de